# 吕家璧
吕家璧，清朝人，是一名清朝政治人物。拔贡出身。
吕家璧曾于1657年接替张基远任苏松道道员一职，1659年由王纪接任。